# صرع تال للرض
الصرع التالي للرض أو صَرْعٌ تالٍ للرَّضْح، ويسمى أيضاً بالصَرْع الرَضْحِي، ّ(بالإنجليزية: Post-traumatic epilepsy)‏ هو نوع من أنواع الصرع والذي يحدث كنتيجة لإصابة دماغية-رأسية مباشرة. الشخص المصاب بهذا الاضطراب يعاني من نوبات صرعية اختلاجية متكررة لمدة أسبوع من بعد الإصابة. 5% من جميع الحالات الصرعية و20% من الحالات الأعراضية تكون بسبب الصرع تال للرضح.
لا توجد طريقة علمية مثبتة لتنبؤ حدوث هذا النوع من الصرع بعد المعانة من إصابة دماغية رضية، ولكن احتمالية إصابة شخص ما بهذا النوع من الاضطراب العصبي يعتمد بشكل أو بآخر على شدة ونوع الإصابة. على سبيل المثال، الإصابة الدماغية النافذة -والتي من ممكن أن تحتوي على نزيف دموي- تعتبر من الأكثر الحالات ذات الخطر المحدق المسببة لهذا الاضطراب. بداية الأعراض الصرعية لهذا الاضطراب تتاراوح من أسابيع، شهور، أو حتى سنين من وقت الإصابة. المصابين بإصابة رأسية أو دماغية يعتبرون في مرتبة عالية من خطر الإصابة بالاضطراب الصرعي حتى بعد عقود من تاريخ الإصابة الرأسية. الأسباب والمسببات لهذا الصرع تتمحور حول عدة عمليات حيوكيميائية التي تحدث بعد الإصابة الدماغية، والتي تتكون من إثارة مفرطة لخلايا الدماغ وضرر للنسيج الدماغي بسبب وجود الجذور الحرة.
الاختبارات التشخيصية لهذا الاضطراب يتخللها تخطيط أمواج الدماغ والتصوير الطبي مثل الرنين المغناطيسي، واللذان لا يعتبران معتمدين كلياً. مضادات الصرع لا تمنع حدوث الاضطراب، ولكن تساعد في علاجه إذا حدث. في حالة عدم عمل الأدوية بشكل لائق للتحكم بالنوابات الصرعية، التدخل الجراحي من ممكن لزومة. أوجدت التدخلات الجراحية الحديثة لعلاج هذا الضطراب في مطلع القرن التاسع عشر، ولكن عملية ثقب الجمجمة كانت تستعمل منذ قديم الزمان.

## التقسيمات
النوبات الصرعية تحدث بعد الإصابات الدماغية والتي تعرف بالصرع تال للرضح.  ولكن، ليس من الواجب حصول هذا الاضطراب بعد كل إصابة دماغية رضحية، لأن هذا النوع من الاضطراب العصبي يعتبر مزمن. النوبات الصرعية الناتجة من صرع تال للضرح يفرق بينه بين نوبة الواحدة فقط لهذا الاضطراب مبنياً على أخذ الاعتبار للمسبب للنوبة الوقت من وقت الإصابة. الشخص المصاب بهذا الصرع تال للرضح يعاني من نوبات صرعية متأخرة -أسابيع أو أكثر من وقت الإصابة-. النوبات العصبية المتأخرة تكون عادةً غير محرضة، على عكس النوبات المبكرة-والتي تحدث خلال الأسبوع الأول من وقت الإصابة-, والتي تكون عادةً نتيجة مباشرة من الإصابة الدماغية وتكون محرضة. النوبات الصرعية المحرضة تكون نتيجةً لسبب إستثانئياً، مثل الذي يكون نتيجةً  لأثر مباشر لحظي من الضربة وليس بسبب خلل دماغي-والذي لايعتبر علامة من علامة الصرع-. إذاً، التشخيص الصحيح للصرع تال للرضح يشرط على حدوث نوبات عصبية غير محرضة.
لا تزال دائرة الخلاف تحيط بالتعريف الصحيح للصرع تال للرضح. إحدى التعاريف ينص على حدوث نوبة متأخرة غير محرضة أو أكثر،  أما الآخر فينص على حدوث نوبتين أو أكثر. شرط حدوث نوبيتن أو أكثر يعتبر الأكثر حداثة لتشخيص الصرع تال للرضح، لكنه لا يشمل المرضى الذين على مضادات الصرع منذ حدوث النوبة الأولى.
 يوجد تقسيم آخر للصرع بشكل عام، نوبة صرعية جزئية(نشاط كهربائي مفرط في نصف  واحد من الكرة المخية) ونوبة صرعية عامة(نشاط كهربائي مفرط في كلا النصفان من الكرة المخية وينتج بفقدان للوعي). في ثلث الحالات تقريباً من الصرع تال للرضح، المرضى يعانون من نوبات صرعية جزئية-والتي من الممكن أن تكون بسيطة أو معقدة-. فقدان الوعي عادةً يكون  مصاحب للمعقدة وليس البسيطة. إحدى المضاعفات الدارجة للنوبة الصرعية الجزئية تحولها إلى نوبة عامية ثانوية. 

## المسببات
لا يزال السبب الرئيسي الذي يجعل بعض الأشخاص يصابون بالمرض والبعض لا يصاب على الرغم من التعرض لإصابة مشابهة غير واضح. ومع ذلك هناك  بعض العوامل التي تم تحديدها قد تزيد من نسبة الإصابة، وتشمل حدة ونوع الإصابة، والعوامل الوراثية.

### حدة الإصابة
كلما زادت حدة الإصابة في الدماغ، زادت نسبة احتمالية إصابة الشخص بالمرض في المراحل المتقدمة من العمر. الا آن الآدلة تشير على آن الإصابات الطفيفة في الرأس لا تعني زيادة نسبة خطورة الإصابة بالمرض كما تفعل معظم الإصابات الحادة والشديدة. بشكل عام في حالة الإصابة الدماغية الطفيفة والبسيطة تزيد نسبة الإصابة بالمرض ب1,5 ضعف مقارنة بالاشخاص الغير مصابين باي اصابات. في بعض التقديرات نصف الأشخاص الذي عانوا من إصابة حادة بالدماغ  يصابون بالمرض.وفي تقديرات أخرى وضعت نسبة 5% لتطور المرض في الأشخاص المصابين بإصابات دماغية طفيفة، ونسبة 15%-20% للاصابات الدماغية الحادة.

### طبيعة الإصابة
طبيعة إصابة الرأس أيضا تاثر على خطورة الإصابة بالمرض. الأشخاص اللذين عانوا من كسور الجمجمة المنخسفة، آصابات الرأس النافذة، الورم الدموي داخل الدماغ أو الورم الدموي داخل الجافية بسبب الإصابات الدماغية لديهم خطورة إضافية تزيد على 30%  للإصابة بالمرض. بل تصل إلى ما يقارب من 50% في المرضى المصابين بكسور الجمجمة المنخسفة.
الإصابات التي تحدث في الإعدادات العسكرية تحمل خطورة أكثر من اللازم لحدوث المرض ولذلك لزيادة فرصة حدوث الإصابة بنافذ الدماغ وحدوث تلف الدماغ في نطاق اوسع يشمل آكثر من منطقة في الدماغ. في الورم الدموي داخل الدماغ يحدث تجمع للدم داخل الجمجمة والذي يشكل آهم عامل من عوال الخطورة للإصابة بالمرض. اما الورم الدموي داخل الجافية فيمثل خطرا أكبر من الورم الدموي فوق الجافية ربما لانها تسبب تلف أكبر للخلايا الدماغية. أيضا العمليات المتكررة داخل القحف تشكل خطرا كبيرا لحدوث المرض في المستقبل وذلك لان معظم الأشخاص الذين يتعرضون لمثل هذه العمليات المتكررة لديهم عوامل أخرى مرتبطة مع اصابات دماغية أسوا مثل الورم الدموي أو الورم الدماغي. بالإضافة الفرص في حدوث المرض تختلف على حسب موقع الإصابة بالدماغ: رض الدماغ الذي يحدث في جهة أو أخرى من الفص الجبهي وجد على أنه يحمل خطورة للإصابة بالمرض بنسبة 20% بينما الرض الذي يحدث في الفص الجداري  يحمل نسبة 19% اما الرض في الفص الصدعي يحمل نسبة 16%. عندما تحدث الرضوض في كلا النصفين المخيين تكون نسب الخطورة 26% للفصين الجبهيين، 66% للفصين الجداريين، 31% للفصين الصدعيين.

### العوامل الوراثية
من ممكن أن يلعب التركيب الجيني دوراً في زيادة نسبة الخطر للإصابة بهذا الاضطراب الصرعي العصبي. الأليل صميم البروتين الشحمي أي-إيبسلون 4 (Apolipoprotein E) يضع بعض الحاملين له في مرتبة أعلى من الخطر للمعانة من النوبات الصرعية. هيباتو إتش-بي 2 يعتبر أيضاً خطراً جينياً آخر، فهو يرتبط مع هيموغلوبين بشكل هزيل مما يمكن ذرة الحديد للهروب وتدمير الأنسجة المجاورة. وعلى الرغم من ذلك، فلقد وجدت الدراسات أن التاريخ العائلي المرضي للصرع تال للرضح لا يشكل زيادة مهمة في الخطر المؤدي للإصابة به، وعلى ذلك نجد أن الجينات لا تشكل جزءً كبيراً في زيادة نسبة الخطر للإصابة بهذا الاضطراب.

## التشخيص
لكي يتم التشخيص بصرع تال الرضح يجب أي يكون لدى المريض تاريخ اصابة بالرأس بدون حدوث أي نوبة قبل وقت الإصابة. مشاهدة النوبة هي آفضل الوسائل للتشخيص بصرع تال الرضح. تشخيص كهربية الدماغ هي الوسيلة المستخدمة لتشخيص النوبات الاضطرابية، ولكن معظم المرضى بصرع تال الرضح لا يوجد لديهم ايعلامات  شذوذ أول اختلال في كهربية الدماغ والتي تشير إلى مرض الصرع. بينما كهربية الدماغ غير مفيدة للتوقع بالإصابة بصرع تال الرضح الا انها مفيدة لمعرفة الموقع، وشدة المرض. آيضا مفيدة في معرفة إذا كان المريض سيعاني من نوبات اضافية في حالة انقطاعه عن الادوية المضادة للصرع.
التصوير بالرنين المغناطيسي يعمل للاشخاص المصابين بصرع تال الرضح ويمكن استبداله  بالفحص المقطعي إذا كان الرنين المغناطيسي غير متوفر.
للتشخيص بصرع تال الرضح، يجب أن لا تكون النوبة بسبب أي مسبب آخر واضح. النوبات التي تحدث بعد اصابات الرأس ليس من الضروري ان تكون بسبب الصرع أو حتى الإصابة بالرأس.
مثل أي شخص آخر، الناجي من اصابات الدماغ قد يعاني من النوبات بسبب عوامل أخرى مثل عدم اتزان السوائل أو الشوارد الكهربائية.  أيضا الصرع قد يكون من أسباب أخرى مثل نقص الأوكسجين أو قلة التروية الدموية للدماغ. أيضا الانقطاع المفاجئ عن الكحول يعتبر أيضا أحد المسببات. لهذا يجب استبعاد جميع هذه المسببات في الأشخاص الذين تعرضوا لاصابات بالرأس ليتم تشخيصهم بصرع تال الرض.

## الوقاية
الوقاية من الصرع تال للرضح بشكل عام يتمثل في حماية الرأس من الإصابات. من الطرق لتحقيق ذلك هو الالتزام بالأنظمة المرورية وربط حزام الأمان. بالإضافة إلى ذلك، لبس خوذة السلامة خلال ممارسة ركوب الدراجة ورياضة التزلج. لايوجد طرق علمية   ممحددة لمنع حدوث هذا الاضطراب. في الماضي، كان يستعمال مضادات الصرع كأحد طرق الوقاية من الصرع تال للضرح. الاستعمال المبكر للمضادات الصرعية قد يحمي من تطور هذا النوع من الصرع، الدراسات الإكلينيكية فشلت في إثبات ذلك، لكن الشخص المشخص بنوبة صرعية واحدة قد يستعمل هذه المضادات الصرعية لمنع تكرار الصرعات.

## العلاج
قد تعطى الأدوية المضادة للصرع لتمنع المزيد من النوبات؛ تستطيع هذه الأدوية الحد من هذه النوبات بنسبة 35% عند الأشخاص المصابين بهذا المرض. فعالية هذه الأدوية تكمن في أخذها بشكل منتظم، ففي حالة التوقف عن أخذها قد تعود هذه النوبات لسابق عهدها. قد يوقف وصف هذه الأدوية في حالة التحكم في هذه النوبات لسنتين. على كل حال، قد يصعب علاج الصرع التال للرضح بالعلاج الدوائي لارتباطه بالعديد من الأعراض الجانبية. الدواء كارباميزابين وفالبوريت هما الأكثر استخداما لعلاج هذا المرض؛ قد يستخدم فينوتوين لكنه مرتبط ببعض الأعراض الجانبية المعرفية منها فقدان القدرة على التفكير. بعض الادوية الأخرى التي قد تستخدم هي كلونازيبام، فينوباربيتال، برايميدون، قابابنتين وايثوساكزيمايد. من بين الأدوية المضادة للصرع المختبرة لمنع نوبات الصرع الناتجة عن اصابات الدماغ (فينوتوين، فالبوريت الصوديوم، كارباميزابين وفينوباربيتال) لا يوجد دليل على أفضلية بعضهاعلى الآخر.
قد يخضع الأشخاص المصابين بالصرع التالي للرضح لعملية جراحية لاستئصال الجزء المسؤول عن هذه النوبات من الدماغ في حالة عدم استجابتهم للعلاج الدوائي. العملية الجراحية أصعب من العمليات الجراحية المستخدمة لعلاج بعض الأنواع الأخرى من نوبات الصرع. الأشخاص المصابين بالصرع التال للرضح يخضعون للمتابعة الطبية لمراقبة بعض الوظائف العصبية والعصبية النفسية وتقدير المنافع والاضرار الناتجة عن الادوية. كحال جميع مرضى الصرع، ينصح الأشخاص المصابين بالصرع التال للرضح بإتخاذ الحذر عند ممارسة أي نشاط الرياضي يثير نوبات الصرع، كرياضة تسلق الجبال.

## حالة سير المرض
ان توقع سير هذا المرض أسوأ من نظرائه من أمراض الصرع المجهولة السبب. يتوقع أن يعيش الأشخاص المصابين فترة أقصر من نظرائهم المصابين بإصابة دماغية الخالية من نوبات الصرع. أيضا بالمقارنة مع المصابين بالإصابات الدماغية الخالية من نوبات الصرع، يتوقع من المصابين بالصرع التال للرضح بأخذ وقت أطول للتشافي من الإصابة، تطور بعض الأمراض المعرفية والحركية بالإضافة إلى ضعف ادائهم في بعض الواجبات اليومية. بالتالي يعتبر الصرع التال للرضح نوع اخطر من الاصابات الدماغية بدلا من اعتبار النوبات أعراضا جانبية تطورت نتيجة الإصابة الدماغية. أيضا وجد بان الأشخاص المصابين لديهم نتائج اجتماعية ووظائفية اسوأ لكن ليست للدرجة التي تمنعهم من ممارسة إعادة التأهيل أو العودة إلى ممارسة العمل. على كل حال، قد يواجه الأشخاص المصابين صعوبة في الحصول على بعض فرص العمل إذا اعترفوا بإصابتهم بنوبات الصرع، خصوصا ان كان العمل يحتوي على بعض الآلات الخطيرة. تختلف الفترة ما بين الإصابة الدماغية وتطور النوبات بين المصابين، فليس من المستغرب أن تطول المدة إلى أن تبدأ النوبات بالظهور. كلما زادت المدة كلما قلت فرصة تطور النوبات. 80-90 على الأقل من المصابين يصابون بأول نوبة صرع خلال السنتين الأولى من الإصابة الدماغية. فبمرور ثلاث سنوات خالية من النوبات تقل فرصة تطور نوبات الصرع إلى 5%. يبقى الاختلاف الآن على المدة المطلوبة التي يعتبر فيها الشخص المصاب بإصابة دماغية معرض بشكل كبير إلى تطور نوبات الصرع بالمقارنة مع عامة الناس. تقريبا نصف المصابين بالصرع التال للرضح تتلاشى نوبات الصرع لديهم بعد مدة من الزمن، لكن الحالات التي تتأخر فيها بداية النوبات تقل نسبة تلاشي هذه النوبات. 

## الأبحاث
كيفية تطور الصرع بعد الإصابة الدماغية ليست مفهومة بالكامل، فالقدرة على معرفة الكيفية تزيد من فرصة الباحثين لإيجاد حلا يمنع من تطور هذه النوبات بعد الإصابة أو جعلها اقل خطورة أو أسهل للعلاج. هنالك أيضا اهتمام من قبل الباحثين لإيجاد بعض الادوية الجديدة المضادة للصرع منها توبراميت، قابابنتين ولاموترجمين التي بدأ استخدامها واظهارها لنتائج توحي بعلاج أفضل للصرع التال للرضح. 